# Liebherr T282B
Liebherr T 282B je velik dumper tovornjak razreda ultra. Ima dizel-električni pogon na izmenični tok. T282B je naslednik T282. Kapaciteta tovora je 363 ton, skupna teža pa 597 ton. Ima dve osi in šest koles. Ob pojavu leta 2004 je bil največji dumper na svetu. Za pogon sta na voljo dve opciji dizelskih motorjev DDC/MTU 20V4000 (3650 KM, 90L) ali pa Cummins QSK 78 (3500 KM, 78 L).
Tovornjake T282B sestavljajo v tovarni Liebherr Mining Equipment Co. v Newport News, Virginia, ZDA.

## Specifikacije
| Prestava javnosti          | 29. marec 2004                          |
| Kapaciteta tovora          | 400 ameriških ton (363 t)               |
| Gros teža                  | 1.316.000 lb (596.900 kg)               |
| Motor                      | DDC/MTU 20V4000 ali Cummins QSK 78      |
| Konfiguracija motorja      | V-20 (DDC/MTU) ali V-18 (Cummins)       |
| Moč motorja (neto)         | 3650 KM (DDC/MTU) ali 3500 KM (Cummins) |
| Največja hitrost (naložen) | 40 mph (64 km/h)                        |
| Višina                     | 25 ft 9 in (7,85 m)                     |
| Višina (dvignjen)          | 48 ft 11 in (14,91 m)                   |
| Dolžina                    | 50 ft 3 in (15,32 m)                    |
| Širina                     | 30 ft 15 in (9,53 m)                    |
| Kapaciteta goriva          | 1.250 US gal (4.732 L)                  |
| Velikost gum               | 56/80R63 or 59/80R63                    |